# さらピン!
『さらピン!』は、KBS京都・KBS滋賀で2019年4月1日から開始したワイド番組。

## 概要
当該時間帯に放送されてきた4つのワイド番組が『ま〜ぶる!』というレーベルにまとめられて10:00 - 14:00の枠に移動したことに伴う、日中帯（14:00 - 17:00）のワイド番組として放送されている番組。
番組サイトやタイムテーブルでは『さらピン!キョウト』として書かれているが、2021年3月まで月曜日は『ファミリーレストランのめちゃうま!』を引き継いで滋賀県彦根市のKBS彦根滋賀スタジオからの生放送であり、番組タイトルコールも『さらピン!』としていた。
番組のコンセプトは『変わり続ける京都の「今」を届ける』。番組名は「さらに逸品」、「更に新しい」、「ピンと来たこと」などから略されている。また、関西弁で「さらぴん」自体が「新品」の意味を持つ。

## 出演者
アンカーマン
- 森谷威夫（月曜・火曜・水曜日、KBS京都アナウンサー）
- 梶原誠（木曜日、KBS京都アナウンサー）

パートナー（さらピン！ファミリー）
- 大学の教授・講師（月曜日）
- ピーター・J・マクミラン（火曜日、日本文学者、翻訳家）
- 佐合井マリ子（水曜日、シンガーソングライター）
- 鵜飼秀徳（木曜、ジャーナリスト・僧侶）

## 過去の出演者
- 山本あさこ（月曜、イラストレーター・着物デザイナー）
- 桂二葉（水曜、落語家）